# Дюдин, Юрий Алексеевич
Юрий Алексеевич Дюдин (укр. Юрій Олексійович Дюдін; род. 24 августа 1962, Киев) — украинский дипломат. Чрезвычайный и Полномочный Посол Украины в Аргентинской Республике в 2013—2019 годах. Чрезвычайный и Полномочный Посол Украины в Республике Чили (с 2023).

## Биография
Родился 24 августа 1962 года в городе Киеве. В 1984 году окончил Киевский государственный педагогический институт иностранных языков по специальности «учитель испанского и английского языков». Владеет иностранными языками: английский, испанский, португальский, французский, русский.
В 1986—1989 годах — гид-переводчик Киевского отделения Госкоминтуриста СССР.
В 1989—1996 годах — переводчик группы геологов-нефтяников в Республике Мозамбик.
В 1996—1998 годах — заведующий сектором технического перевода ГПЗД «Укринтерэнерго», Киев.
С сентября 1998 по октябрь 2001 года — третий, второй секретарь Посольства Украины в Федеративной Республике Бразилия.
С ноября 2001 по январь 2004 года — второй, первый секретарь Четвёртого территориального управления Министерства иностранных дел Украины.
С января 2004 по август 2008 года — советник Посольства Украины в Португалии, временный поверенный в делах Украины в Португальской Республике.
С сентября 2008 по ноябрь 2011 года — советник, начальник отдела Второго территориального департамента МИД Украины.
С ноября 2011 по декабрь 2012 года — заместитель начальника Управления стран Западной Европы второго территориального департамента МИД Украины.
С декабря 2012 по март 2013 года — заместитель начальника Управления стран Америки второго территориального департамента МИД Украины.
С марта по сентябрь 2013 года — заместитель директора Департамента — начальник первого западноевропейского отдела Управления стран Западной Европы второго территориального департамента Министерства иностранных дел Украины.

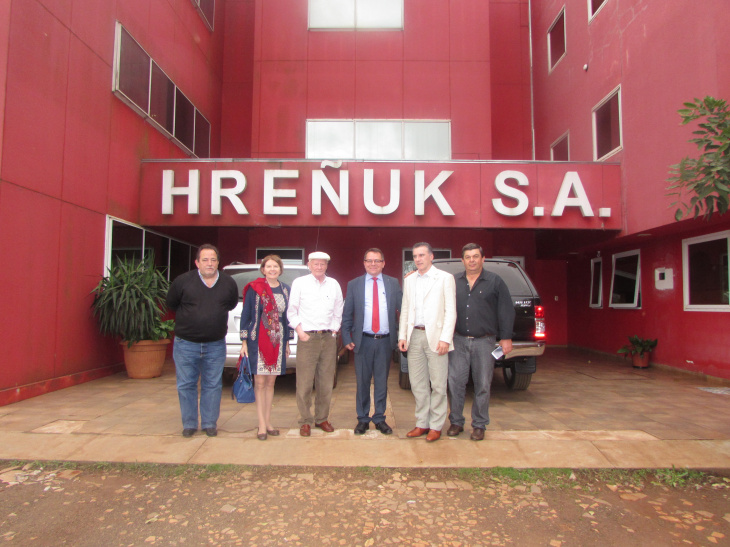
Посол Украины в Аргентине Юрий Дюдин (четвёртый слева) и директор Rosamonte Роман Гренюк на фабрике Hreñuk S.A., 2016 год

С 25 сентября 2013 по 19 июля 2019 года — Чрезвычайный и Полномочный Посол Украины в Аргентинской Республике.
С 7 июля 2015 по 19 июля 2019 года — Чрезвычайный и Полномочный Посол Украины в Восточной Республике Уругвай по совместительству.
С 7 июля 2015 по 19 июля 2019 года — Чрезвычайный и Полномочный Посол Украины в Республике Чили по совместительству.
С 7 июля 2015 по 19 июля 2019 года — Чрезвычайный и Полномочный Посол Украины в Республике Парагвай по совместительству.
С 2019 года — заместитель директора департамента — начальник отдела третьего территориального департамента Министерства иностранных дел Украины.
С 27 октября 2023 года — Чрезвычайный и Полномочный Посол Украины в Республике Чили.